# Taubenturm (Crail)

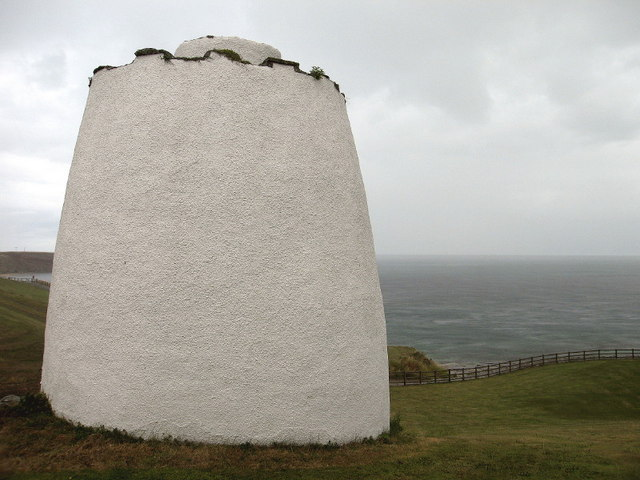
Taubenturm von Crail

Der Taubenturm von Crail ist ein Taubenturm in der schottischen Ortschaft Crail in der Council Area Fife. 1972 wurde das Bauwerk als Einzeldenkmal in die schottischen Denkmallisten in der höchsten Denkmalkategorie A aufgenommen.

## Geschichte
Der Taubenturm entstammt vermutlich dem 16. Jahrhundert. Er steht in Verbindung mit dem Priorat von Crail, von dem heute nichts mehr erhalten ist. Im Jahre 1962 wurde der Taubenturm restauriert.

## Beschreibung
Der Taubenturm von Crail steht auf einem Feld entlang eines historischen Weges von der Straße Nethergate zu dem ehemaligen Priorat unweit dem Nordufer des Firth of Forth. Der runde Taubenturm weist einen Innendurchmesser von 3,4 m auf. Das sich nach oben verjüngende Bruchsteinmauerwerk ist rund 90 cm mächtig. Äußerlich ist die Fassade mit Harl verputzt. Sie schließt mit einer flachen, stilisierten Zinnenbewehrung. Sie umgibt eine flache Laterne mit Einfluglöchern. An der Südseite führt eine schlichte Öffnung ins Innere. Dort sind steinerne Nistkästen gereiht.